# Cindy Bishop
Cynthia Carmen Burbridge-Bishop (sinh ngày 30 tháng 12 năm 1978), được biết đến với nghệ danh Cindy Bishop, hoặc Sirinya Winsiri (tiếng Thái: สิรินยา วินศิริ), là hoa hậu sắc đẹp, siêu mẫu, diễn viên và dẫn chương trình nổi tiếng người Thái Lan gốc Hoa Kỳ. Cô đại diện Thái Lan tham gia cuộc thi Hoa hậu Thế giới 1996 tại Bangalore, Ấn Độ.

## Sự nghiệp
Cindy bắt đầu lặn lúc 5 tuổi và trở thành người mẫu theo hợp đồng chụp ảnh quảng cáo dưới nước trong cửa hàng đồ lặn.
Năm 1996, Cindy tham gia cuộc thi Hoa hậu Thái Lan và đã đăng quang, đồng thời đại diện cho Thái Lan tham dự Hoa hậu Thế giới 1996 được tổ chức tại Bangalore, Ấn Độ nhưng cô không lọt vào vòng bán kết.
Với kinh nghiệm hơn 20 năm làm việc trong ngành giải trí cùng danh hiệu Miss World Thailand 1996, Cindy không những oanh tạc hàng loạt những sàn diễn thời trang có tiếng trong - ngoài nước mà còn lấn sân sang hàng loạt các lĩnh vực khác như điện ảnh, VJ và là host của hàng loạt chương trình nổi tiếng như Gossip Girl Thailand, The O.C.Thailand... Sở hữu lợi thế bởi từng được đào tạo chuyên sâu về nghệ thuật khi theo học tại Đại học Bangkok, Cindy Bishop nghiễm nhiên trở thành một “cây đại thụ” được săn đón và yêu mến tại Thái Lan.
Tính thời điểm hiện tại, cô cùng với Metinee Kingpayom và Sonia Couling là ba Siêu mẫu hàng đầu tại Thái Lan và là nhân vật quyền lực trong Showbiz Thái.
Năm 2016, Cindy trở thành host của chương trình thực tế về người mẫu Asia's Next Top Model mùa thứ tư, và cô trở lại mùa thứ năm năm 2017. Năm 2018 này, cô chính thức cùng nhiếp ảnh gia người Mỹ Yu Tsai trở lại vào mùa giải thứ sáu của AsNTM.

## Đời tư
Tháng 7/2005, cô kết hôn với Bryon Bishop. Từ đó tên họ của cô đổi tên của chồng, Bishop. Cả hai đều kinh doanh nhà hàng Nhật tại Bangkok. Đến nay họ có hai đứa con.

## Các bộ phim đã từng tham gia

### Phim truyền hình
| Năm       | Tên                                                                             | Vai diễn             | Network        |
| --------- | ------------------------------------------------------------------------------- | -------------------- | -------------- |
| 1996      | Madame Mod (มาดามมด)                                                            |                      | Channel 3      |
| 1997      | Sanaeha Payabaht (เสน่หาพยาบาท)                                                  | Michelle             | Channel 3      |
| 1998      | Jark Fun Su Nirandon (จากฝันสู่นิรันดร)                                              | Ranee                | Channel 3      |
| 1999      | Ruk Lae Patubai (รักเล่ห์เพทุบาย)                                                   |                      | Channel 3      |
| 1999      | Ror Wan Chan Mee Ther (รอวันฉันมีเธอ)                                              |                      | Channel 3      |
| 2000      | Prakasit Ngern Tra (ประกาศิตเงินตรา)                                              | Sharon               | Channel 3      |
| 2002      | Jom Kon Plon Pa Lok (จอมคนปล้นผ่าโลก)                                             | Sikharin             | Channel 7      |
| 2002      | Plerng Maya (เพลิงมายา)                                                          | Kirana               | Channel 7      |
| 2004      | Jao Sao Glua Fon (เจ้าสาวกลัวฝน)                                                  | Chonwasa             | Channel 3      |
| 2005      | Kularb See Dum (กุหลาบสีดำ)                                                       | Songthip             | Channel 3      |
| 2006      | Likit Ruk Likit Luerd (ลิขิตรัก ลิขิตเลือด)                                           | Helen                | Channel 5      |
| 2009      | Vì sao lạc (สกุลกา)                                                              | Walai                | Channel 5      |
| 2013      | Paap Ataan (ภาพอาถรรพณ์)                                                         | Pinsuda              | Channel 5      |
| 2014      | Bắt lấy thiên thần (เล่ห์นางฟ้า)                                                   | Grace Miller         | Channel 5      |
| 2015      | Ugly Betty (Cô gái xấu xí Thai ver)                                             | Sofia                | Thairath TV    |
| 2015      | Gossip Girl Thailand (แสบใสไฮโซ)                                                | Lily van der Woodsen | Channel 3      |
| 2015      | Thephabutra Sud Waeha (เทพบุตรสุดเวหา)                                            | Lady Supakawadee     | Channel 3      |
| 2015      | Torfun & Marwin (ทอฝันกับมาวิน)                                                    | Wipada               | One HD         |
| 2016      | The O.C. Thailand (กรุงเทพ..มหานครซ้อนรัก)                                         | Jane                 | One HD         |
| 2016      | Plerng Naree (เพลิงนรี)                                                           | Kanda Bupakriat      | Channel 3      |
| 2016      | O-Negative (รัก-ออกแบบไม่ได้)                                                      | Doung                | GMM25, Netflix |
| 2018      | The Crown Princess (ลิขิตรัก)                                                      | Princess Mona        | Channel 3      |
| 2020      | Ned Maturnup / Trái tim đại dương xanh (เนตรมหรรนพ)                             | Wichitra             | One HD         |
| 2021      | The Mind Game / Trò chơi cân não (จิตสังหาร)                                      | Nanpinit             | One HD         |
| 2021-2022 | F4 Thailand                                                                     | Mẹ của Thyme         | GMM 25         |
| 2022      | Club Friday The Series - Love Season Celebration: It Happens on Valentine's Day |                      | One HD         |
|           | Home School                                                                     |                      | GMM 25         |

### Chương trình
| Năm  | Tên                                           | Vai trò                      | Đài                       |
| ---- | --------------------------------------------- | ---------------------------- | ------------------------- |
| 2015 | The Face Thailand (mùa 2)                     | Special guest (Episode 4)    | Channel 3 (Thailand)      |
| 2016 | Asia's Next Top Model (Mùa 4)                 | Main Judges (host)           | STAR World                |
| 2017 | Asia's Next Top Model (mùa 5)                 | Main Judges (host)           | STAR World                |
| 2017 | Britain's Next Top Model (cycle 12)           | Judges (host)                | Lifetime (UK and Ireland) |
| 2018 | The Face Thailand (season 4): All Star        | Special guest (Episode 2, 7) | Channel 3 HD (Thailand)   |
| 2018 | Miss Tiffany's Universe: The Reality Season 2 | Mentor                       | GMM 25                    |
| 2018 | Asia's Next Top Model (mùa 6)                 | Main Judges (host)           | Fox Life                  |
| 2018 | Miss Thailand World 2018 The Reality          | Main Judges (host)           | Channel 3 SD (Thailand)   |
| 2019 | Drag Race Thailand (season 2)                 | Guest Judge (Episode 5)      | Kantana Group             |
| 2020 | The Woody Show                                | Guest (Episode 4)            | Channel 7 (Thailand)      |
| 2021 | Supermodel Me (Mùa 6)                         | Main Judges (host)           | AXN Asia                  |

### Phim truyền hình
| Năm  | Tên                            | Vai diễn | Notes         |
| ---- | ------------------------------ | -------- | ------------- |
| 2003 | Sin Sisters (ผู้หญิง 5 บาป)       |          |               |
| 2005 | The King Maker (กบฏท้าวศรีสุดาจัน) | Maria    |               |
| 2016 | All I See Is You               |          | United States |